# Niedergelpe
Niedergelpe ist ein Ortsteil von Gummersbach im Oberbergischen Kreis im südlichen Nordrhein-Westfalen.

## Geographie
Der kleine Ort breitet sich am Südhang der Nordhelle (390 m ü. NN) und längs der Gelpe aus, einem gut 5 km langen linken Nebenfluss der Leppe. Niedergelpe liegt knapp neun Kilometer westlich des Stadtzentrums an der L 306 (Engelskirchen–Meinerzhagen).

## Geschichte
1174 wurde der Ort (noch nicht unterschieden in „Nieder-“ und „Ober-“ als Gelpe) erstmals urkundlich erwähnt im Zusammenhang mit der Übertragung des Zehnten durch das Severinsstift auf den Vogt Engelbert von Berg.
Während der Reformation hatte sich Niedergelpe dem Einfluss des Marienheider Klosters bzw. der katholischen Schwarzenberger entzogen und blieb der Kapelle zu Hülsenbusch zugewandt, im Gegensatz zur benachbarten Bauerschaft Obergimborn, welche katholisch blieb.
Um 1610 befand sich auf dem Hofe auf der Gelepe (= Gelpe) eine Fürstliche Kornmühle.
Bis zum Anfang des 19. Jahrhunderts war Niedergelpe (vormals auch „Niedergimborn“ genannt) Hauptort der gleichnamigen Bauerschaft, zu der die Orte Kalkkuhl, Nochen, Peisel, Elbach, Flaberg, Hagen, Würden, Thal, Berghausen und Gimborn gehörten und die bis 1806 Teil der Reichsherrschaft Gimborn-Neustadt war. 1819 wurde die Gemeinde Gimborn aus den alten Bauerschaften Strombach, Obergelpe, Niedergelpe/Niedergimborn, Obergimborn und Remshagen gebildet.
Die im 16. Jahrhundert entstandene Konfessionsgrenze wirkte sich bis ins 20. Jahrhundert aus, als 1974 die Gemeinde Gimborn aufgelöst und die katholischen Dörfer Obergimborns nach Marienheide eingemeindet, die evangelischen Ortschaften der alten Bauerschaft Niedergelpe jedoch Gummersbach zugeteilt wurden.

## Vereinswesen
- Der Sportverein „TV Gelpetal“ besteht seit 1931.

## Verkehr
Die Haltestelle von Niedergelpe ist über die Buslinien 307 (Gummersbach Bf – Berghausen – Lindlar) sowie 316 (Gummersbach Bf - Engelskirchen) angeschlossen und wird seit dem Winterfahrplan 2019/20 tags in gut einstündigem Intervall angefahren.